# Henri Beraldi
Pour les articles homonymes, voir Beraldi.
Henri Beraldi, de son vrai nom Angelo Ferdinand Henri Béraldi, né le 6 février 1849 à Paris (ancien 8e arrondissement), où il est mort le 31 mars 1931 (8e arrondissement), fonctionnaire au ministère de la Marine et des Colonies, est un homme de lettres, collectionneur d'estampes, bibliophile, écrivain d'art et éditeur français.
Fondateur et président de la Société des livres, c'est aussi un protagoniste du mouvement pyrénéiste, créateur du terme « pyrénéisme » (1898). Il devient officier de la Légion d'honneur en 1900.

## Biographie

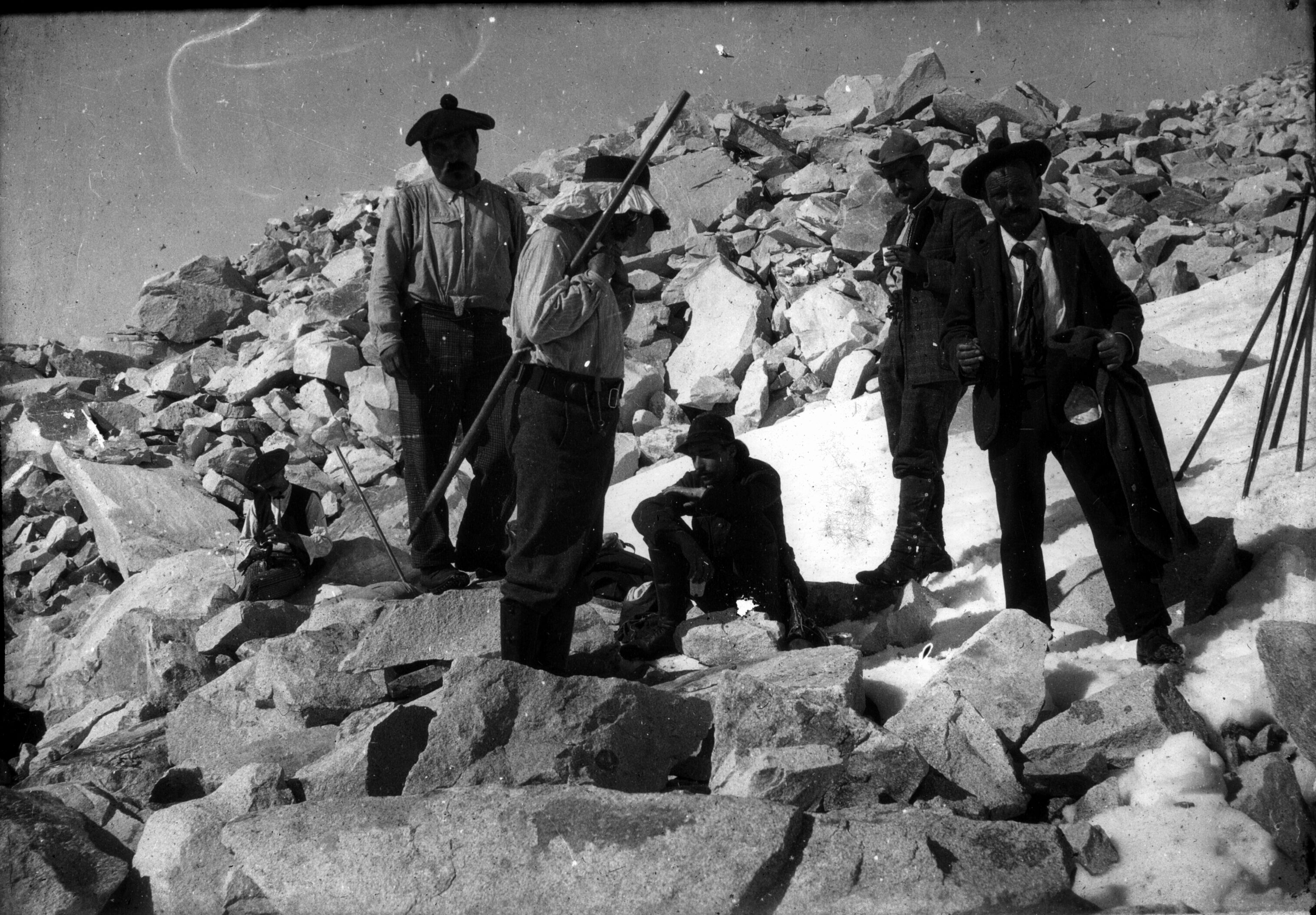
Ascension de l'Aneto par les Beraldi père et fils, photographie par Eugène Trutat vers 1900.

### Origines familiales
Angelo Ferdinand Henri est le fils de Pierre-Louis Beraldi (1821-1903), sous-directeur au ministère de la Marine, député de l'Aude (1876-1885) et président au conseil d'administration des Chemins de fer de l'État. né à Fort-Royal en Martinique, lui-même fils de Louis Raphaël Béraldi, né à Pesaro dans les États pontificaux. Sa mère, Suzanne Mathilde Mazzoli (1823-1909), est aussi d'ascendance italienne.
Il est le neveu et le filleul de Ferdinand Mazzoli dit « Ange » (1821-1893), né à Toulouse, aquarelliste, archéologue, collectionneur et érudit, qui collabora en 1863 à L'Illustration du Midi. Ferdinand Mazzoli, qui lui donne ses prénoms d'état civil et fut aussi son mentor. 

### Orthographe de son patronyme
L'acte de naissance reconstitué aux archives de Paris indique « Béraldi », ce qui est aussi le cas pour son père à Fort-de-France et de son grand-père qui, arrivé à Fort-Royal en 1802, venant d'Italie (alors sous la coupe de la France du Premier Consul Napoléon Bonaparte), voit son patronyme italien Beraldi doté d'un accent aigu. 
Lui-même choisira de publier ses œuvres sous le nom de « Henri Beraldi » et l’usage est d’écrire son nom de cette façon, sans accent.

### Mariage (1880) et descendance
Henri épouse le 4 décembre 1880 dans le 9e arrondissement de Paris Cécile Félicie Jeanne « Mathilde » Gavet, née le 22 novembre 1857 à Paris, où elle meurt le 23 décembre 1940). Elle est la fille de Pierre « Auguste » Bienaimé Gavet (1824-1881), agent de change à la Bourse de Paris et d'Alexandrine Félicie « Louise » Bornot (1833-1886). 
De ce mariage naissent cinq enfants, trois garçons et deux filles. 
La famille habite au 10, avenue de Messine (8e arrondissement).

### Carrière
Au ministère de la Marine et des Colonies, il atteint le grade de sous-chef de bureau.
Henri Beraldi a été membre voire président de nombreuses associations culturelles. 
Pendant la Première Guerre mondiale, il est administrateur de l'hôpital de la Croix-Rouge installé dans le lycée Louis-le-Grand à Paris.

## Aspects de l'œuvre d'Henri Beraldi

### Bibliophile
Dès l'âge de 20 ans, il manifesta son goût pour les vignettes, les illustrations, les estampes et gravures. Il réussit, au fil du temps, à constituer une collection renommée. Parmi les trésors qu'il avait rassemblés, figuraient entre autres livres, l'édition des Contes de Jean de La Fontaine, contenant 57 dessins originaux de Fragonard, chef-d'œuvre conservé depuis 1934 au Petit Palais. Sa bibliothèque figurait dans les années 1920 parmi les quatre plus célèbres bibliothèques aux côtés de celles de Ferdinand von Rothschild, Louis Roederer (tous deux décédés à cette époque) et Robert Schuhmann (1869-1951) : en 1934-1935, les livres passèrent en salle des ventes et furent dispersés durant treize jours[réf. nécessaire].
En lien avec cette passion, il adhère à plusieurs sociétés savantes : dans les années 1880, il fait partie de la Société des amis des livres. En 1913, il participe à la fondation de la Société des amis de la Bibliothèque nationale. Il fut également membre de la Société de la gravure sur bois originale.
L'une de ses importantes contributions à l'histoire du livre est la publication d'une série de 4 volumes intitulée « La Reliure du XIXe siècle », parus entre 1895 et 1897 chez Conquet. Ce livre est considéré par les spécialistes comme « le meilleur et le mieux illustré » sur le sujet : il retrace également d'une manière savoureuse l'histoire de la bibliophilie et des bibliophiles au XIXe siècle. Imprimé à l'époque à 295 exemplaires sur vélin, ce livre fut longtemps introuvable. Un index des noms de relieurs, d'artisans et d'artistes a été ajouté à la fin de chaque volume dans la nouvelle édition.

### Écrivain et historien de l'estampe
C'est à l'âge de 25 ans qu'Henri Béraldi fit paraître son premier ouvrage, L'œuvre de Moreau le Jeune. D'autres publications suivirent, parmi lesquelles on peut citer notamment :
- Les Graveurs du dix-huitième siècle, en collaboration avec Roger Portalis, 3 volumes (1881-1883).
- Les Graveurs du dix-neuvième siècle : guide de l'amateur d'estampes modernes, monumental ouvrage comprenant 12 volumes (1885-1892) publiés chez Léon Conquet à Paris. Un exemplaire truffé de cet ouvrage, comprenant les lettres échangés par Beraldi avec les graveurs et amateurs de son temps est conservé à la Bibliothèque nationale de France. Il a été numérisé et est consultable sur Gallica.

Dans cet ouvrage, Beraldi manifestait dans sa conclusion la crainte d'un « nombre croissant des graveurs, entrant à flots dans une carrière jugée facile par des débutants présomptueux. [...] Ainsi, la surproduction, ce mal de notre époque, menacerait de se produire aussi dans l'Estampe. [...] Pour nous, nous n'avons pas de raison de voir l'avenir en sombre, nous rappelant toutes les prophéties de malheur faites quand naquit la menaçante photogravure, qui devait anéantir la gravure, et qui, expérience faite, laisse aujourd'hui les graveurs plus nombreux que jamais ».
Il publia également de nombreux catalogues d'estampes, et des ouvrages consacrés à la bibliophilie, dont Estampes et Livres de 1872 à 1892 (Paris, Conquet, 1892).

### Pyrénéiste
Venant souvent dans les Pyrénées, notamment à Luchon où il passe plusieurs étés, il y fait de nombreuses ascensions. Il affirmait être monté plus de cent fois au Port de Venasque.
Bibliophile, il recherche et collectionne les livres consacrés aux Pyrénées et publie plusieurs ouvrages sur cette « littérature pyrénéenne » :
- Cent ans aux Pyrénées (1898-1904), une somme monumentale en sept volumes. Il y analyse et commente, parfois avec ironie, toujours avec passion, la littérature pyrénéenne du XIXe siècle, de Ramond de Carbonnières aux premiers écrivains du XXe siècle. Cet ouvrage est en même temps une histoire de l'exploration et de la « conquête » des sommets des Pyrénées. Dans le préambule du tome I, « excursion biblio-pyrénéenne », il propose, sur le modèle d'alpinisme, le terme « pyrénéisme ». Le projet initial était une édition illustrée avec les dessins de Charles Jouas, gravés par Henri Paillard, les deux artistes qui accompagnèrent Beraldi dans ses pérégrinations pyrénéennes. Les dessins étaient prêts et la plupart étaient gravés, mais l'ouvrage parut, pour des raisons inconnues, sans illustrations, à l'exception des huit vignettes portraits figurant sur les couvertures.

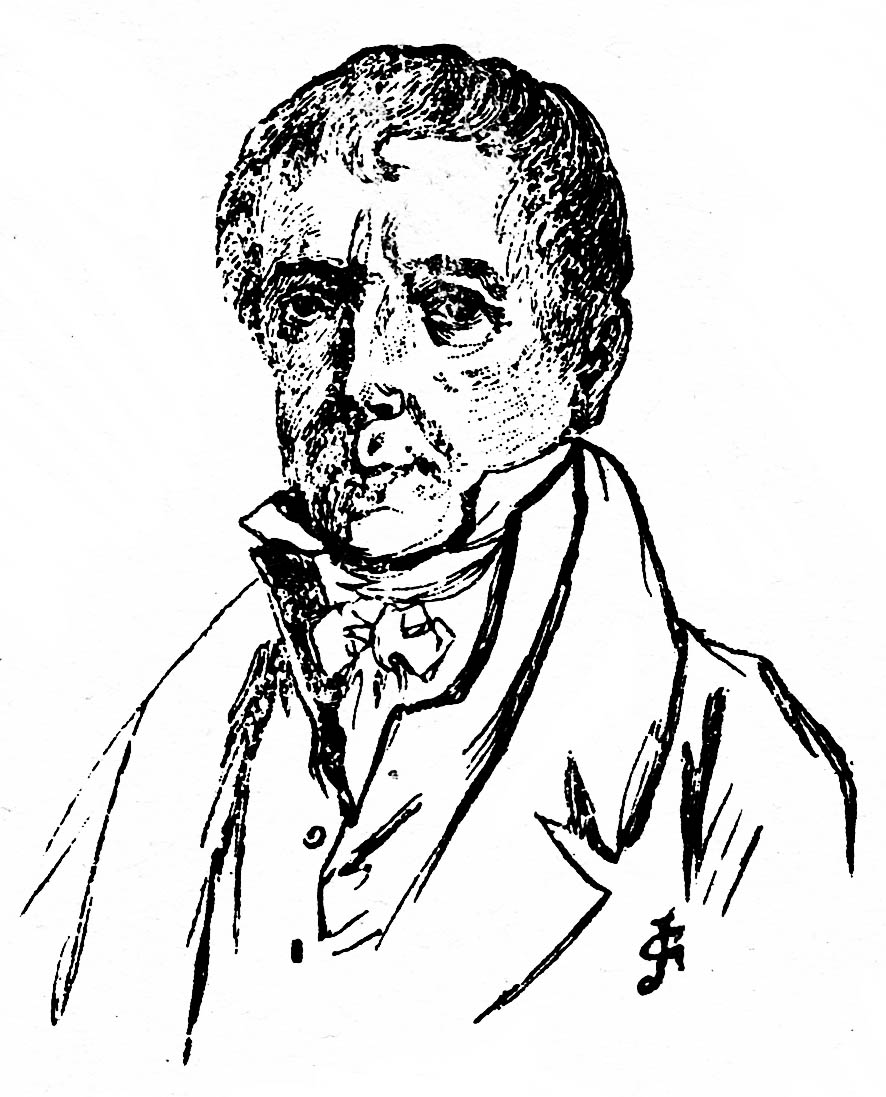
Ramond.
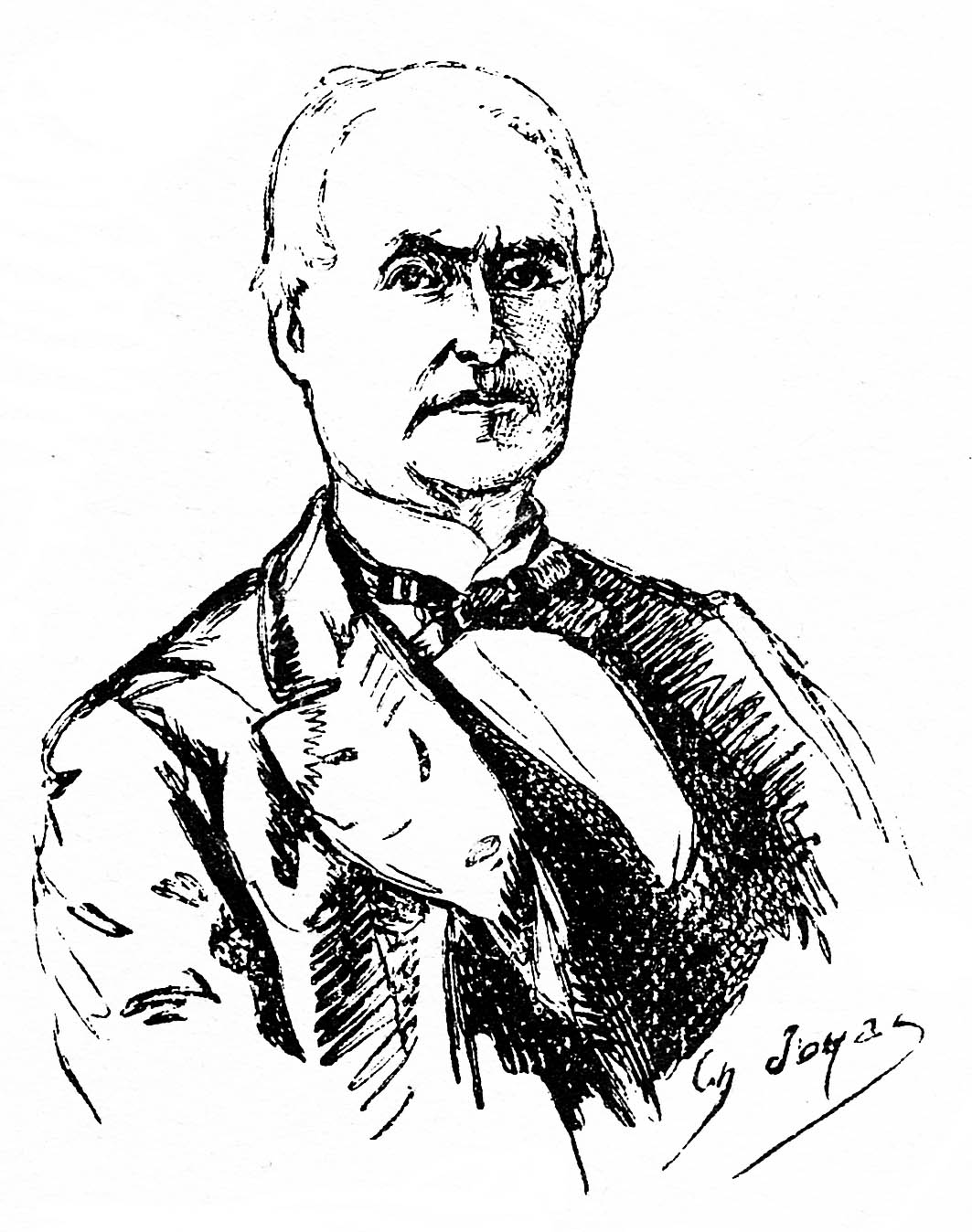
Lézat.
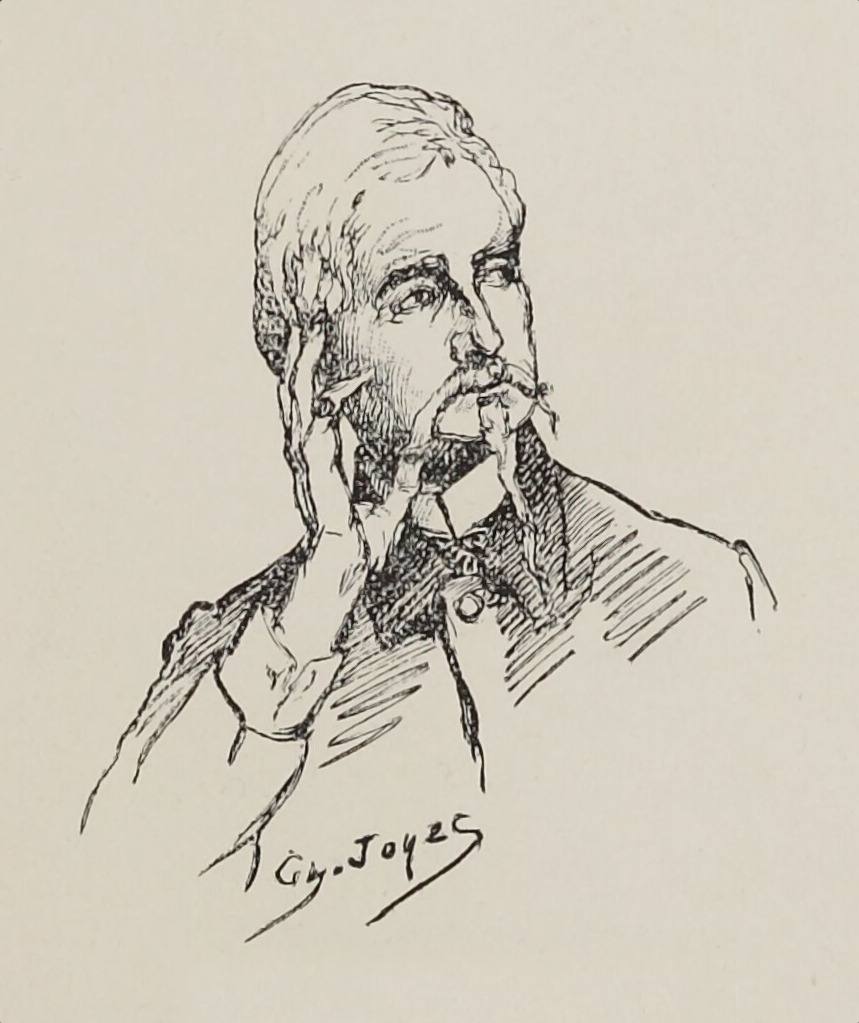
Russell.
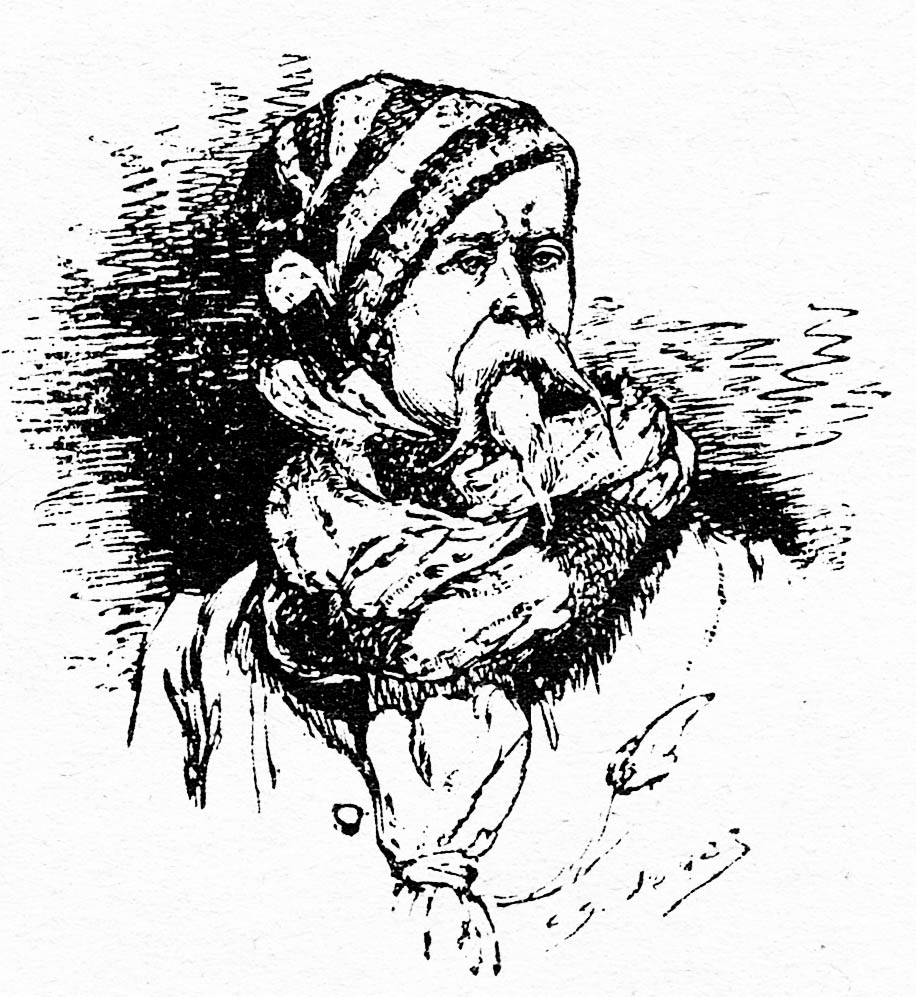
Nansouty.
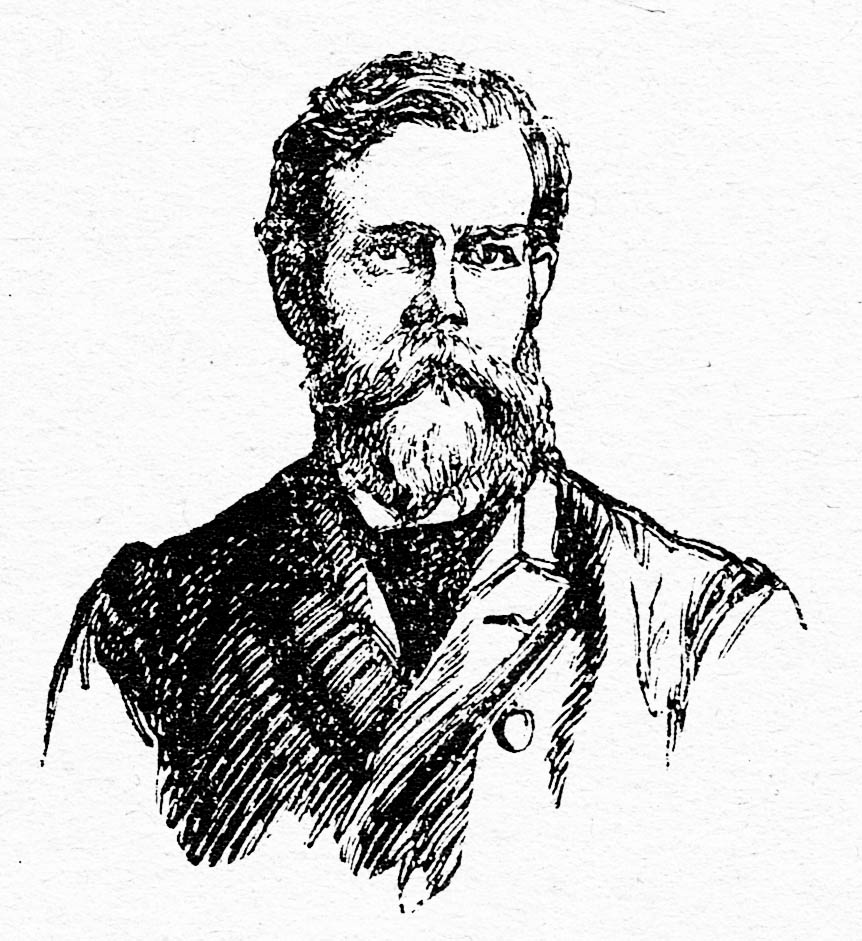
Schrader.
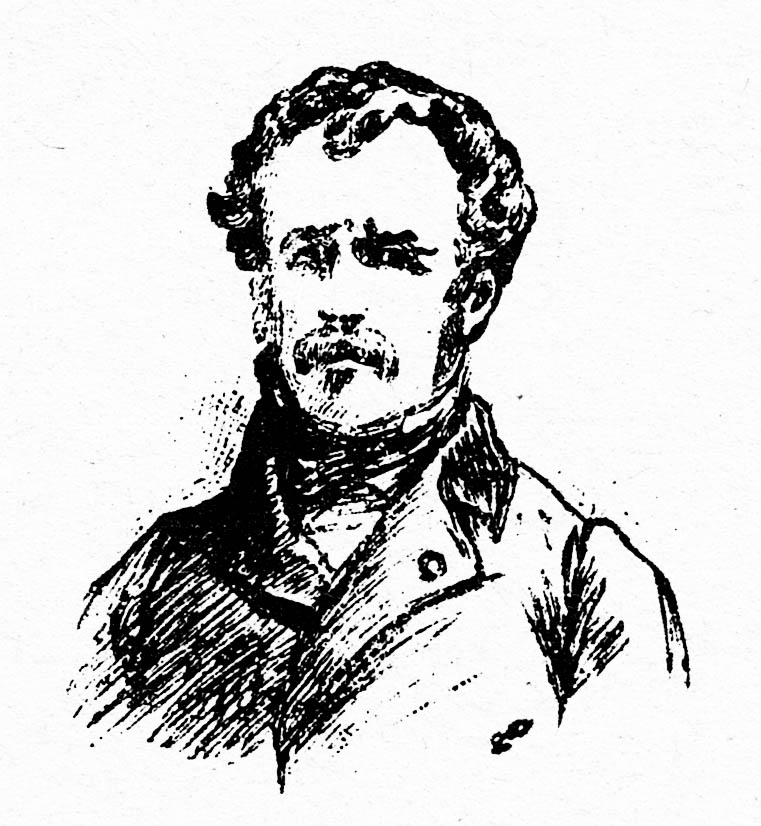
Peytier.
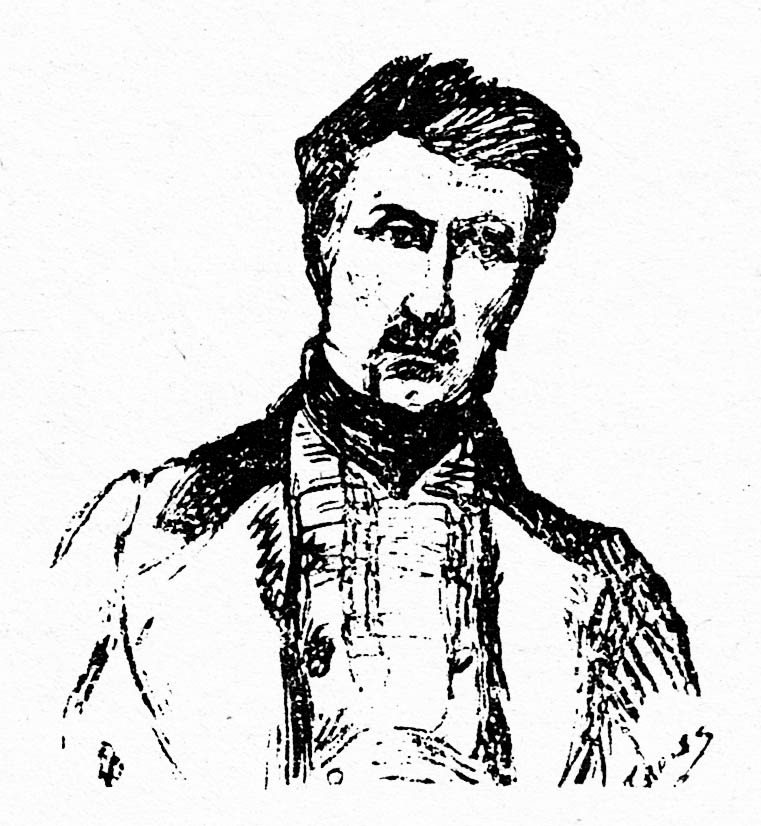
Hossard.

- Henri Beraldi. Le Passé du pyrénéisme. Notes d'un bibliophile. Tome I (1911) : Les Pyrénées avant Ramond. Tome II (1919) : Ramond de Carbonnières, le cardinal de Rohan, Cagliostro.
- Henri Beraldi. Le Sommet des Pyrénées. Notes d'un bibliophile.  Tome I (1923) : Les Cent et un pics. Tome II (1924) : Tuquerouye. Paris. Tome III (1925) : Du Mont-Perdu au Nethou.

Il s'intéresse aussi aux officiers géodésiens qui fixent avec précision les limites de la frontière franco-espagnole (Junker) et établissent la carte d'état-major (Peytier et Hossard, entre autres) :
- Henri Beraldi. Balaïtous et Pelvoux. Tome I : Notes sur les officiers de la carte de France. Tome II : Un officier géodésien aux Pyrénées en 1786-1795, les premières ascensions du grand Pelvoux par le capitaine Durand.

## Distinctions et hommages
Officier de la Légion d'honneur (décret du 16 août 1900) ; chevalier (1884).
En reconnaissance de ses travaux sur les Pyrénées, la ville de Luchon édifia en 1933 un monument à sa mémoire dû à Raoul Bénard. En 1936, le conseil municipal de Toulouse donna son nom à une rue du centre-ville.

## Publications & archives

### Auteur
- Roger Portalis et Henri Beraldi, Les graveurs du dix-huitième siècle, Paris, D. Morgand et C. Fatout, 1880-1882, trois volumes in-8o. Consulter en ligne. reproduit en fac-simile, Paris, L'Échelle de Jacob, 2001.
- Henri Beraldi, Mes estampes, Lille, L. Danel, 1887, 107 p. Consulter en ligne.
- Henri Beraldi, Les graveurs du XIXe siècle : guide de l'amateur d'estampes modernes, 12 volumes (1885-1892). Consulter en ligne.
- Henri Beraldi, Voyage d'un livre à travers la Bibliothèque nationale : propos de bibliophile, Paris, G. Masson, 1893, 45 p. Consulter en ligne.
- Henri Beraldi, Cent ans aux Pyrénées, Paris, 1898-1904, sept volumes in-8o, rééditions par « Les Amis du livre pyrénéen », Pau, 1977, puis par la « Librairie des Pyrénées et de Gascogne », Pau, 2001.
- Henri Beraldi, Balaïtous et Pelvoux, réédition par Rando Éditions (2004).

### Éditeur
Henri Beraldi édita de nombreux ouvrages sous sa marque, dont :
- Paysages Parisiens. Heures et saisons, d’Émile Goudeau, dessins et gravures d’Auguste Lepère, 1892
- Tableaux de Paris. Paris qui consomme., d’Émile Goudeau, illustrations de Pierre Vidal, 1893. Consulter en ligne.
- Paris au hasard, de Georges Montorgueil, dessins et gravures d’Auguste Lepère, 1895
- Tableaux de Paris. Paris qui consomme., d’Émile Goudeau, illustrations de Charles Jouas, 1897
- Poèmes Parisiens, d’Émile Goudeau, illustrations de Charles Jouas, 1897
- Paris-Staff. Exposition de 1900, d’Émile Goudeau, 1902

### Archives: le fonds Beraldi de Toulouse
La bibliothèque de Toulouse possède un « fonds Beraldi », offerts par les héritiers d'Henri Beraldi, comprenant une partie de ses collections, celle relative aux Pyrénées et à Luchon.